# Mercedes-Benz Tourismo
Il Mercedes-Benz Tourismo (o anche Mercedes-Benz O 350) è un modello di autobus gran turismo progettato e prodotto dall'azienda tedesca Mercedes-Benz a partire dal 1994.
La produzione avviene dal 1994 presso lo stabilimento EvoBus di Hoşdere, nei pressi di Istanbul, in Turchia.

## Storia

### Prima generazione (1994-2006)
Il Tourismo fu lanciato nell'autunno 1994 come autobus gran turismo di fascia economica in sostituzione del Mercedes-Benz O 340, in produzione dal 1992. Si trattò del primo mezzo prodotto con il marchio Mercedes-Benz ad assumere un nome che non fosse composto da una lettera e tre numeri ed era inizialmente disponibile in un'unica versione da 12 metri.
La prima serie subì una lieve rivisitazione nel 1999, con alcune modifiche minori per gli interni e per i fanali anteriori e posteriori. Inoltre, nell'ambito commerciale, si iniziò ad omettere il numero "O 350".

### Seconda generazione (2006-2017)

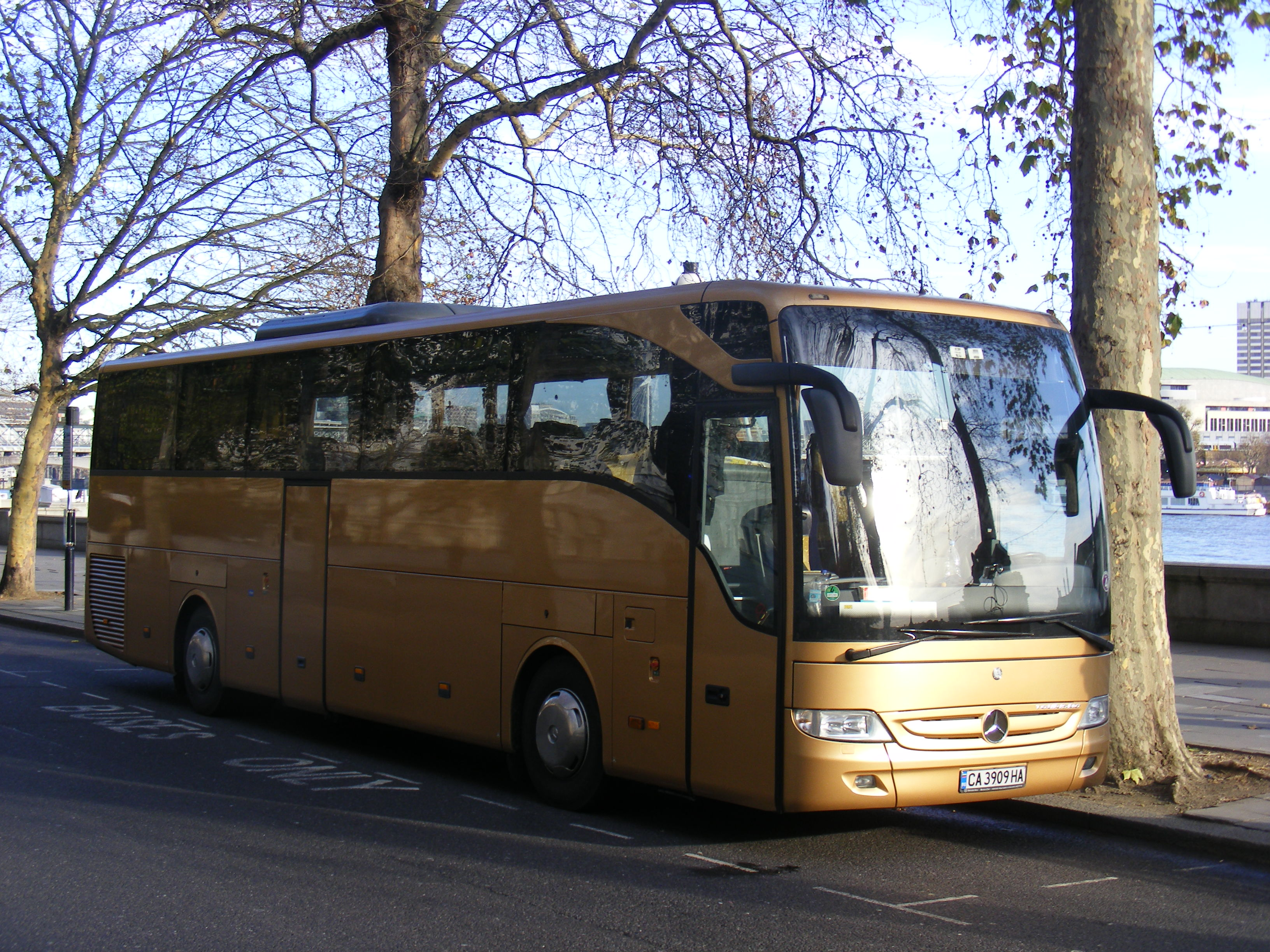
Un Tourismo della seconda generazione a Sofia, in Bulgaria

Nell'autunno 2006, dopo aver venduto circa 12000 esemplari, fu lanciata la seconda generazione, che prevedette anche la commercializzazione di altre due lunghezze che andavano dai 12 metri originari ai 14. Con la nuova generazione furono riviste anche le modanature esterne. Dopo tre anni, nel 2009, si aggiunse alla gamma il Tourismo RH, prodotto in due lunghezze da 12 o 13 metri.

### Terza generazione (dal 2018)
Il mezzo è stato reso disponibile in quattro versioni diverse, tutte alimentate a gasolio. Il motore utilizzato è il Mercedes-Benz OM 470 a sei cilindri in linea, rispettante gli standard Euro VI e con potenza variabile da 265 a 290 kW. Ad esso è abbinato un cambio manuale a sei marce Mercedes-Benz GO 210 servoassistito.
La capacità varia da 51 a 59 posti, a cui si aggiunge il posto riservato al conducente.

## Versioni

### Tourismo
- Lunghezza: 12,295 m
- Alimentazione: gasolio

### Tourismo L
- Lunghezza: 13,935 m
- Alimentazione: gasolio

### Tourismo M/2
- Lunghezza: 13,115 m
- Alimentazione: gasolio

### Tourismo M/3
- Lunghezza: 13,115 m
- Alimentazione: gasolio

## Diffusione
Il mezzo si è diffuso ampiamente in Europa e in Turchia ed è stato principalmente impiegato per servizi di noleggio con conducente, collegamenti interurbani e trasporti turistici.